# Dahlenwarsleben

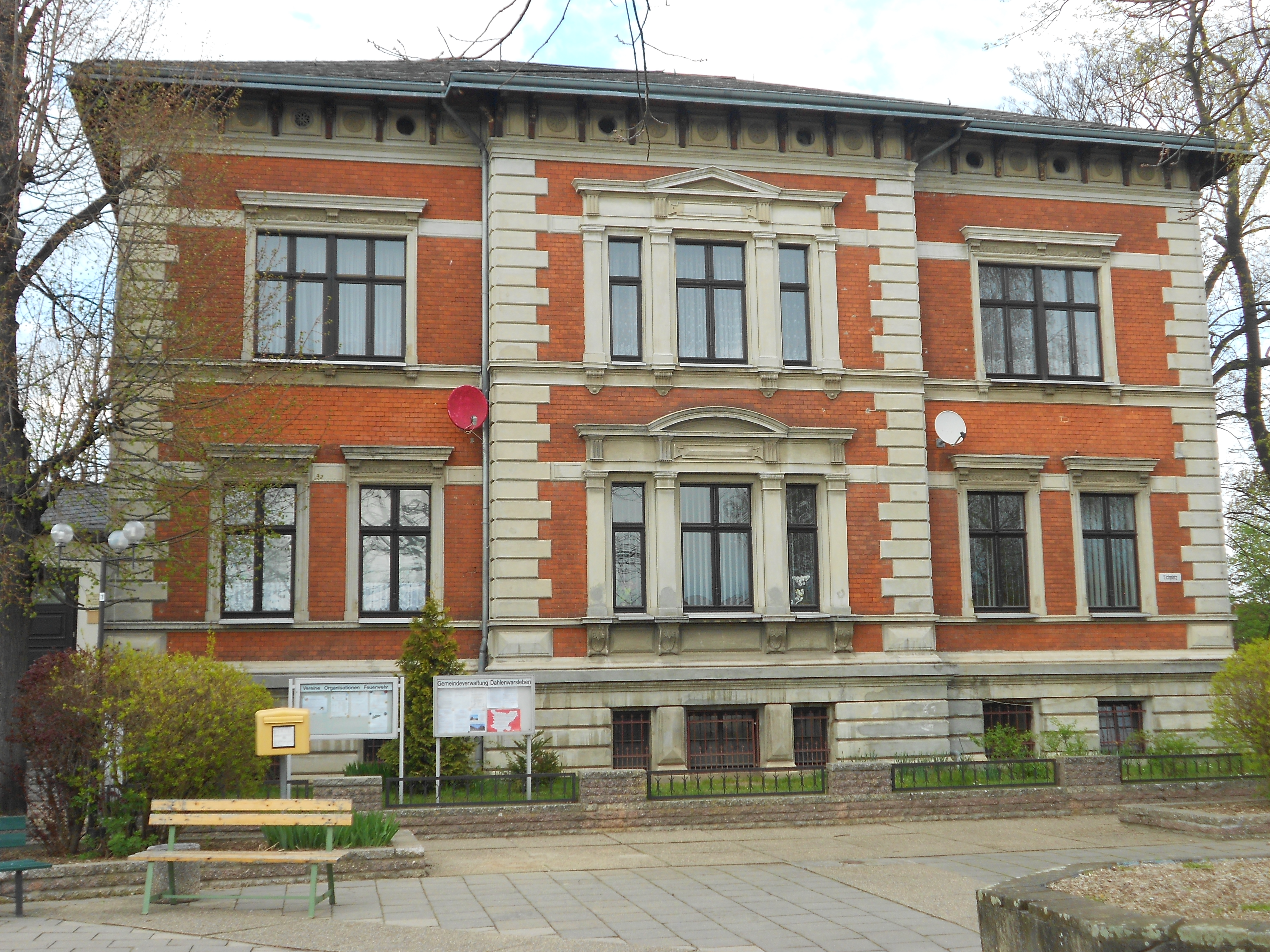
Eichplatz, Ortsmitte

Dahlenwarsleben mit Gersdorf ist ein Ortsteil der Gemeinde Niedere Börde im Landkreis Börde in Sachsen-Anhalt.

## Geographie
Das Dorf Dahlenwarsleben liegt am Rande der Hohen Börde, 5 km nördlich der Landeshauptstadt Magdeburg. Der Felsenberg ist eine 6 Hektar große bewaldete Erhöhung mit 107 m.

### Nachbarorte
| Ackendorf      | Klein Ammensleben | Meitzendorf |
| Hermsdorf      | Nachbargemeinden  | Barleben    |
| Hohenwarsleben | Magdeburg         | Ebendorf    |

## Geschichte
Besiedelt wurde das Ortsgebiet schon vor mehreren tausend Jahren. Der 1973 abgetragene Mühlenberg war ein gewaltiges Hügelgrab, in dessen Nähe der Dahlenwarsleber Trepanationsschädel gefunden wurde. Dieses Zeugnis frühzeitlicher Schädelöffnung befindet sich im Magdeburger Kulturhistorischen Museum.
Erwähnt wurde Dahlenwarsleben erstmals am 11. Oktober 1121, doch die Gründung des Dorfes muss man viel eher annehmen, denn mit einigen Orten der Umgebung wurde es schon früher genannt. Beim ersten urkundlichen Auftreten stand das Dorf in Beziehung zum Lorenz-Kloster in Calbe und zum Augustiner-Chorherrenstift St. Lorenz in Schöningen. Nach 1200 gewann das Lorenz-Kloster „Unserer lieben Frauen“ in Magdeburg und das Kloster Michaelstein bei Blankenburg größeren Einfluss.
Grund- und Gerichtsherr im 14. Jahrhundert war der Erzbischof von Magdeburg, der das Dorf 1419 und 1428 an das Domkapital verpfändete.
Der Dreißigjährige Krieg brachte in allen umliegenden Orten viel Not und Elend. 1628, mitten im Aufbau der Folgen des Krieges, brach eine Pest aus, welche 101 Tote forderte. Um diese Zeit standen schon wieder 38 Häuser. Schwere Zeiten gab es dann nochmals während der Befreiungskriege 1813/14, als der Ort von französischen Soldaten belagert wurde.
Einen Aufschwung erlebte das Dorf nach der Separation um 1840, als zur Gemeindeflur rund 3.500 Morgen Acker gehörten und durch den vermehrten Zuckerrübenanbau auch eine Zuckerfabrik gebaut wurde, die bis 1932 produzierte. Dabei erhielt auch das Dorfbild ein neues Ansehen, denn durch den Wohlstand der Bauern verschwanden die vielen kleinen Bauernhäuser und geräumige villenartige Bauten entstanden. Um 1864 zählte Dahlenwarsleben 1.866 Einwohner und 100 Wohnhäuser. Eine Choleraepidemie raffte 1868 nochmals 50 Einwohner hinweg, was zur Folge hatte, dass der alte Friedhof an der Kirche geschlossen und ein neuer am Dodeleber Weg 1880 in Betrieb genommen wurde.
Um 1880 wurden zwei neue Schulgebäude gebaut, eines an der Kirche und das andere in der Peterstraße (Kanterberg).
Mit dem verstärkten Zichorienanbau in der Region entstand nach einer veralteten Darre eine maschinelle, die bis 1945 arbeitete.
Durch die Weltwirtschaftskrise stellte die Zuckerfabrik 1932, ebenso wie viele Handwerksunternehmen, ihren Betrieb ein.
Den Zweiten Weltkrieg erlebten dann die Einwohner mit Flakeinheiten und Scheinwerferstellungen. Im Januar 1945 fielen Bomben am Ortsrand. Mit dem Ende des Krieges zählte die Gemeinde fast 2000 Einwohner, davon über 600 Evakuierte aus dem Rheinland und Magdeburg.
Am 1. Juli 1950 wurde die bis dahin eigenständige Gemeinde Gersdorf eingegliedert.
Dahlenwarsleben wurde am 1. Januar 2004 durch den freiwilligen Zusammenschluss mit sieben weiteren Gemeinden in die neu gebildete Einheitsgemeinde Niedere Börde eingegliedert und war davor ein Mitglied der Verwaltungsgemeinschaft Niedere Börde.
Der Ort feierte 2021 seine 900-jährige Ersterwähnung.

## Wirtschaft und Infrastruktur

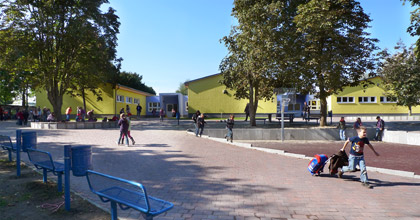
Grundschule „Astrid Lindgren“

### Industrie
Dahlenwarsleben wird vorwiegend geprägt durch die Landwirtschaft sowie klein- und mittelständische Betriebe. Unternehmen sind z. B. Dawa Agrar GmbH & Co. KG, Gala-Lusit-Betonsteinwerke GmbH & Co. KG (GP Günter Papenburg AG), Blechverarbeitung Dahlenwarsleben GmbH und Grünland-Landschaftsbau GmbH.

### Bildung
Örtliche Einrichtungen sind die Grundschule „Astrid Lindgren“, Kita „Hoppetosse“ (240 Plätze/3 Jahre bis Schulanfang und Schulhort) und die Kita „Zwergenhaus“ (40 Plätze/0 bis 4 Jahren).
In der heutigen Grundschule war zu DDR-Zeiten die Polytechnische Oberschule „Adolf Hennecke“ und nach der Wiedervereinigung die Sekundarschule untergebracht. Auf dem Bildungscampus in der Abendstraße befindet sich noch eine Sporthalle und ein Sportplatz. Bevor die Sekundarschule saniert wurde, war die Grundschule in dem heutigen Hort untergebracht. 2014 baute man die alte Grundschule in eine moderne Kindertagesstätte um. Die beiden Einrichtungen teilen sich einen Schulhof.
Die Grundschule erhielt 2021 den Zuschlag des Förderprogramms Digitalpaktschule der Bundesregierung zum digitalen Ausbau der Schule.

### Verkehr
Der Ort Dahlenwarsleben liegt an der Bundesautobahn 14 und hat direkten Zugang mit der Anschlussstelle und jahrelang der Anfang der Autobahn. Der nächste Bahnhof mit der Bahnstrecke Glindenberg–Oebisfelde, befindet sich ca. 2 km weiter in Meitzendorf.

## Wappen
Das Wappen wurde am 10. Januar 1997 durch das Regierungspräsidium Magdeburg genehmigt.
Blasonierung: „In Grün ein silbernes Gotteslamm mit ringförmigem goldenen Nimbus und einer zweizipfligen, rot bekreuzten silbernen Fahne am goldenen Kreuzstab.“
Die Gemeindefarben sind Silber (Weiß) – Grün.
Das „Gotteslamm“ (Agnus Dei) befindet sich schon auf einem Gemeindesiegel aus dem Jahr 1778. Da mit dem Lamm auch der landwirtschaftliche Charakter der Gemeinde angezeigt werden soll, wurde der Schildgrund grün tingiert.

## Kultur und Sehenswürdigkeiten

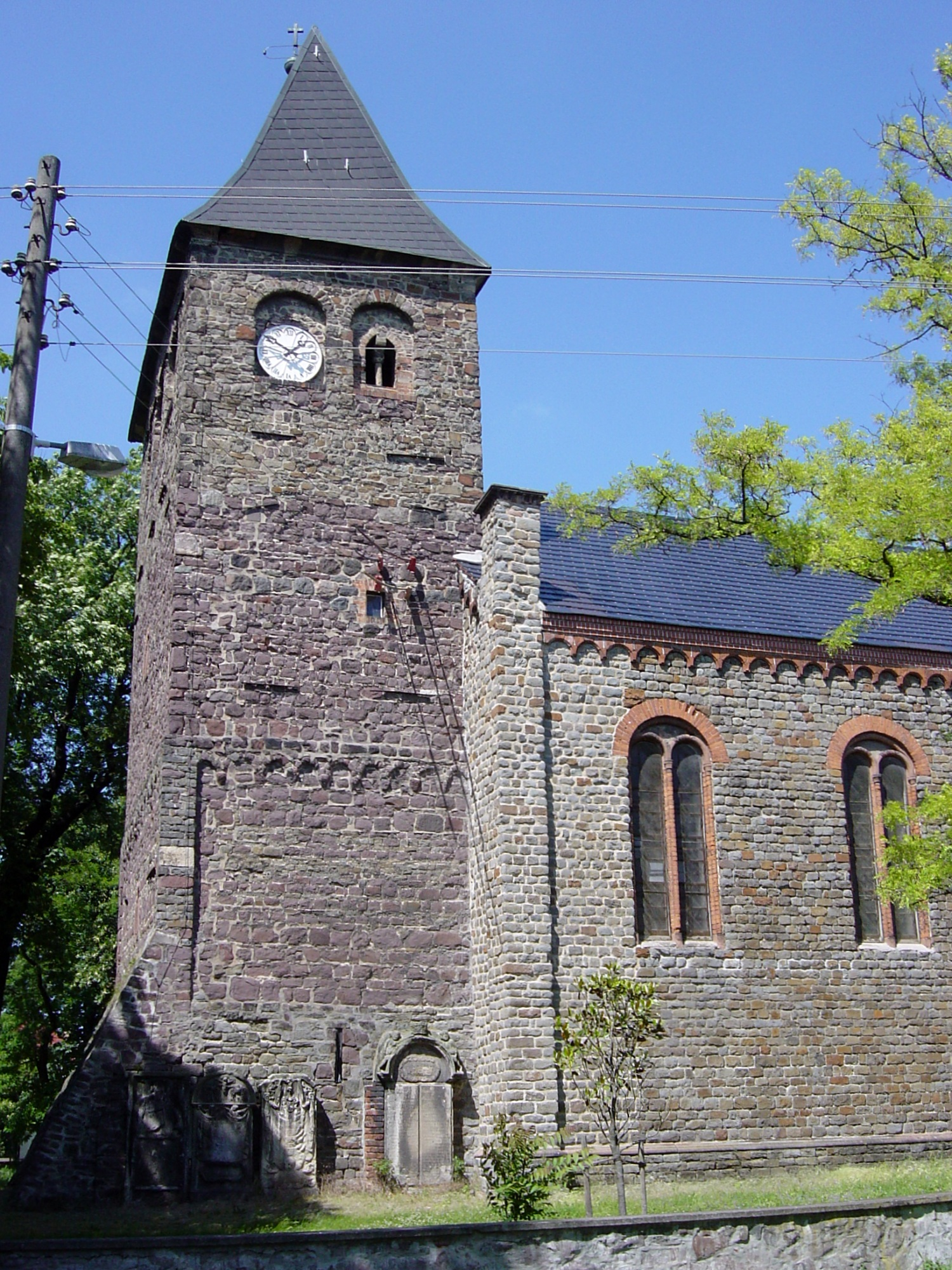
Evangelische Kirche St. Lamberti

Den baulichen Mittelpunkt der Gemeinde bildet die St.-Lamberti-Kirche und der Eichplatz. Der Kirchturm wurde im 11. Jahrhundert erbaut. Das im Dreißigjährigen Krieg zerstörte erste Kirchenschiff wurde 1639 wieder aufgebaut.
1849 musste die alte Kirche abgetragen und das Schiff nach beiden Seiten um je zwei Meter verbreitert werden. Dadurch ist der Baustil von Turm und Schiff unterschiedlich. Drei neue Glocken hängen seitdem im Turm, wovon die größte einen Durchmesser von 170 cm hat.
In der Kirche steht eine Orgel aus der Werkstatt Alfred Führer. Auf dem Kirchhof befindet sich das Kriegerdenkmal Dahlenwarsleben.
Im kulturellen und sportlichen Bereich leisten seit Jahrzehnten das Zupforchester Dahlenwarsleben mit seiner künstlerischen Qualität und Nachwuchsarbeit sowie der Sportverein SG „Grün Weiß“ eine beispielgebende Arbeit. In dem Ortsteil Gersdorf ist der Förderverein Gersdorfer Kessel e. V. sehr aktiv.

## Persönlichkeiten
- Palm Kleinau (* 1604; †), Landwirt, Müller und Dorfberühmtheit aus der Erzählung von August Uhle[15], der Palm-Kleinau-Weg ist nach ihm benannt, das Geburtshaus (Palm Kleinau Hof) ist in der Mühlenstraße erhalten
- Hermann Möhring (1900–1986), Arbeiterfunktionär und Journalist
- Gerhard Schmidt (* 1935), Landwirt und Funktionär der Blockpartei DBD und saß von 1971 bis 1990 in der Volkskammer der DDR
- Rolf Mey-Dahl (1937–2014), Schauspieler und Autor u. a. 1985 in dem Film Sachsens Glanz und Preußens Gloria